# Willem Anne Schimmelpenninck van der Oye (1800-1872)
Willem Anne baron Schimmelpenninck van der Oye (Doesburg, 6 januari 1800 – Voorst, 12 december 1872) was Tweede Kamerlid en minister onder koning Willem II, die voorstander was van enige hervorming van het staatsbestel. Van 1847 tot 1853 was hij gouverneur van Gelderland. Hij was bevriend met Thorbecke en het was Schimmelpennick van der Oye die het financieel mogelijk had gemaakt dat Thorbecke in Duitsland had kunnen studeren. De twee groeiden echter uit elkaar en Thorbecke vond hem ongeschikt om commissaris des Konings te blijven. In 1852 bezocht Thorbecke Gelderland, zonder dit bij Schimmelpenninck van der Oye aan te kondigen, die hem vervolgens weigerde te ontvangen. In oktober 1852 droeg Thorbecke hem bij koning Willem III voor ontslag voor. In eerste instantie weigerde Willem III, maar hij gaf uiteindelijk toe nadat Thorbecke uit protest zelf zijn ontslag indiende. Hij kreeg daarna hoge hoffuncties (opperceremoniemeester en opperhofmaarschalk) en keerde terug in de Tweede Kamer, waarvan hij zelfs kort voorzitter was. Nadien was hij nog, als vertrouweling van de koning (en minister van staat), Eerste Kamerlid.
Als majoor van de schutterij was Schimmelpenninck van der Oye op 7 februari 1844 tot ridder in de Militaire Willems-Orde benoemd. In 1846 verwierf hij het grootkruis in de Orde van de Nederlandse Leeuw. De koning van Württemberg verleende hem het grootkruis van de Friedrichsorden.
- Biografisch Portaal: 02178642
- Gemeinsame Normdatei: 1199959367
- International Standard Name Identifier: 0000 0003 9392 7755
- Library of Congress Control Number: nb2019004694
- Nederlandse Thesaurus van Auteursnamen: 128896353
- Parlement.com: vg09ll7kqrzg
- Virtual International Authority File: 288311250
- WorldCat: E39PBJpVb6mKqgKqmpV7FvcHG3